# Ferdinando di Castiglia (conte di Aumale)
Ferdinando di Castiglia (1238 – 1264) è stato un principe castigliano e conte di Aumale, barone di Montgomery.

## Origine
Ferdinando, secondo il documento n° CLX del Cartulaire du comté de Ponthieu, era il figlio primogenito del re di Castiglia, Ferdinando III e della sua seconda moglie Giovanna di Dammartin(Fernandi dilecti filii nostri primogeniti), che, secondo la cronaca di Alberico delle Tre Fontane, era la figlia primogenita del conte di Aumale e di Ponthieu, Simone di Dammartin e di Maria, contessa di Ponthieu, come riporta il Roderici Toletani Archiepiscopi De Rebus Hispaniæ (Mariam…mater Joannæ Reginæ Castellæ et Legionis).

Ferdinando III, secondo la cronaca di Alberico delle Tre Fontane, era figlio del re di León Alfonso IX, e della seconda moglie, Berenguela I o Berengaria I, che fu Regina di Castiglia (Berengaria qui regi Legionensi id est regi Galicie peperita Fernandum successorem regis parvi in Castella et Toledo), che, ancora secondo la cronaca di Alberico delle Tre Fontane, era la figlia primogenita del re di Castiglia, Alfonso VIII e di Eleonora Plantageneta.

Blasone di Ferdinando di Castiglia

## Biografia
Avendo avuto suo padre, Ferdinando III, altri sette figli maschi dalla prima moglie,Elisabetta Hohenstaufen, Ferdinando ebbe poche probabilità di poter salire al trono di Castiglia; infatti nel 1235, Ferdinando III era rimasto vedovo e nel 1237 aveva sposato, a Burgos, sua madre, Giovanna di Dammartin, l'erede delle contee di Aumale e di Ponthieu come riporta la cronaca di Alberico delle Tre Fontane.
Suo padre, Ferdinando III, morì il 30 maggio 1252 e, secondo Szabolcs de Vajay storico ungherese specializzato in genealogia, dopo la morte di Ferdinando III, sua madre, Giovanna e Ferdinando ritornarono in Francia, nel suo feudo di Aumale, e Ferdinando, nel 1252, divenne Conte di Aumale, assieme alla madre e Barone di Montgomery e di Noyelles-sur-Mer.
Nel 1259, alla morte della cugina prima di sua madre, Matilde, contessa di Boulogne, ed essendo la contea senza eredi diretti, Ferdinando e la madre, Giovanna, avanzarono delle pretese sulla contea, ma il Parlamento di Parigi si pronunciò, nel 1262, a favore di un altro pretendente, Adelaide di Brabante, vedova di Guglielmo X di Clermont, conte d'Alvernia.
Nel 1256 Ferdinando aveva sposato la signora d'Épernon, Laura di Montfort (?-ca. 1270), figlia del conte titolare di Tolosa, dal 1218, Amalrico di Montfort (1195-1241) e di Beatrice del Viennese, come dimostrano una lettera del Cartoulare di Notre-Dame des Vaux de Cernay, Tome I, Part 2, datata dicembre 1257 (Ferrandus domicellus de Pontivo filius regis Hyspanie et Laura filia comitis Montisfortis uxor eiusdem Ferrandi) e una
lettera del Cartoulare di Epernon Saint-Thomas, LVIII, p. 60, datata febbraio 1261 (Ferrandus illustris regis Hyspanie filius, heres Pontivil et dominus Sparnonis ac miles et domina Laura de Monteforti eiusdem Sparnonis domina eius uxor").
Non si conosce la data esatta della morte di Ferdinando, che avvenne nel 1264 e la moglie, Laura, verso il 1267, si sposò, in seconde nozze, con Henri IV de Grandpré Signore di Livry.

## Discendenza
Ferdinando da Laura ebbe un figlio:
- Giovanni di Ponthieu (ca. 1264- Battaglia di Courtrai, 11 luglio 1302, come riporta la Chronique Artésienne nell'elenco dei morti -li quens d’Aubemarle-[13]) che, dall'anno della nascita, fu Conte di Aumale, assieme alla nonna, Giovanna (sino al 1279 e poi solo), e Barone di Montgomery e di Noyelles-sur-Mer. Nel 1279, alla morte della nonna, la contea di Ponthieu fu assegnata alla zia  Eleonora di Castiglia, regina consorte d'Inghilterra; dopo la sentenza definitiva della corte di Amiens, del 1281, Giovanni rinunciò al Ponthieu, in cambio di 14.000 livres[7].

Giovanni aveva sposato la signora di Quittebœuf e di Fontaine-Guérard, Ida di Meullent (? -16 gennaio 1324), wedova di Roberto Signore d'Argies, figlia di Amalrico II di Meullent, Barone di La Queue-en-Brie e di Gournay-sur-Marne, e Signore di Noyon-sur-Andelle, di La Croix-Saint-Leuffroy, di Fontaine-Guérard e di Roissy e della moglie, Margherita di Neufbourg, da cui ebbe due figli:
- - Laura di Ponthieu (? -dopo il 1303), che sposò Guido VI di Mauvoisin (? -1311)[10], Signore di Rosny, figlio di Guido V di Mauvoisin Signore di Rosny e della moglie Isabella di Mello[7]
  - Giovanni di Ponthieu (?- 16 gennaio 1342), che, dal 1302, fu Conte di Aumale, Barone di Montgomery e Signore d'Épernon, di Noyelles-sur-Mer e di Fontaine-Guérard, che, verso il settembre 1319, sposò Caterina d'Artois (1296-Normandia, novembre 1368), figlia di Filippo d'Artois Signore di Conches e della moglie Bianca di Bretagne, da cui ebbe due figlie[7][10]:
    - Bianca di Ponthieu (? -12 aprile 1387), contessa di Aumale, e signora di Montgomery, di Mesles-sur-Sarthe, di Gouffer, di Vigues d'Aubigny, di Noyelles-sur-Mer, di Hiermont, di Noyellette e di Pontailler, che, nel 1341 circa, sposò Giovanni V d'Harcourt (?-davanti a Rouen, 8 gennaio 1355), Conte d'Harcourt, Visconte di Châtellerault, Signore d'Elbœuf, figlio di Giovanni IV d'Harcourt, Conte d'Harcourt e della moglie Isabella di Parthenay[7][10];
    - Giovanna di Ponthieu (? -30 maggio 1376), Signora d'Épernon, che sposò il conte di Vendôme e Signore di Castres, Giovanni VII (?-Montpellier febbraio 1364), figlio di Burcardo VII, conte di Vendôme e della moglie, Alice di Bretagna[7][10].

## Ascendenza
|                             |                                |                                 | Genitori                     |  |  | Nonni |  |  | Bisnonni              |  |  | Trisnonni           |  |
|                             |                                |                                 |                              |  |  |       |  |  | Ferdinando II di León |  |  | Alfonso VII di León |  |
|                             |                                |                                 |                              |  |  |       |  |  | Ferdinando II di León |  |  | Alfonso VII di León |  |
|                             |                                | Berengaria di Barcellona        |                              |  |  |       |  |  | Ferdinando II di León |  |  |                     |  |
| Alfonso IX di León          |                                |                                 |                              |  |  |       |  |  | Ferdinando II di León |  |  |                     |  |
|                             |                                | Urraca del Portogallo           | Alfonso I del Portogallo     |  |  |       |  |  |                       |  |  |                     |  |
|                             |                                | Urraca del Portogallo           | Alfonso I del Portogallo     |  |  |       |  |  |                       |  |  |                     |  |
|                             |                                | Urraca del Portogallo           | Mafalda di Savoia            |  |  |       |  |  |                       |  |  |                     |  |
| Ferdinando III di Castiglia |                                | Urraca del Portogallo           |                              |  |  |       |  |  |                       |  |  |                     |  |
|                             |                                | Alfonso VIII di Castiglia       | Sancho III di Castiglia      |  |  |       |  |  |                       |  |  |                     |  |
|                             |                                | Alfonso VIII di Castiglia       | Sancho III di Castiglia      |  |  |       |  |  |                       |  |  |                     |  |
|                             |                                | Alfonso VIII di Castiglia       | Bianca Garcés di Navarra     |  |  |       |  |  |                       |  |  |                     |  |
| Berenguela di Castiglia     |                                | Alfonso VIII di Castiglia       |                              |  |  |       |  |  |                       |  |  |                     |  |
|                             |                                | Eleonora d'Inghilterra          | Enrico II d'Inghilterra      |  |  |       |  |  |                       |  |  |                     |  |
|                             |                                | Eleonora d'Inghilterra          | Enrico II d'Inghilterra      |  |  |       |  |  |                       |  |  |                     |  |
|                             |                                | Eleonora d'Inghilterra          | Eleonora d'Aquitania         |  |  |       |  |  |                       |  |  |                     |  |
| Ferdinando di Castiglia     |                                | Eleonora d'Inghilterra          |                              |  |  |       |  |  |                       |  |  |                     |  |
|                             | Alberic II, Conte di Dammartin | Alberic I, Conte di Dammartin   |                              |  |  |       |  |  |                       |  |  |                     |  |
|                             | Alberic II, Conte di Dammartin | Alberic I, Conte di Dammartin   |                              |  |  |       |  |  |                       |  |  |                     |  |
|                             | Alberic II, Conte di Dammartin | …                               |                              |  |  |       |  |  |                       |  |  |                     |  |
| Simon, Conte di Ponthieu    | Alberic II, Conte di Dammartin |                                 |                              |  |  |       |  |  |                       |  |  |                     |  |
|                             |                                | Matilda di Clermont             | Renaud II, Conte di Clermont |  |  |       |  |  |                       |  |  |                     |  |
|                             |                                | Matilda di Clermont             | Renaud II, Conte di Clermont |  |  |       |  |  |                       |  |  |                     |  |
|                             |                                | Matilda di Clermont             | Clementia di Bar             |  |  |       |  |  |                       |  |  |                     |  |
| Giovanna di Dammartin       |                                | Matilda di Clermont             |                              |  |  |       |  |  |                       |  |  |                     |  |
|                             |                                | Guillaume IV, conte di Ponthieu | Jean I, conte di Ponthieu    |  |  |       |  |  |                       |  |  |                     |  |
|                             |                                | Guillaume IV, conte di Ponthieu | Jean I, conte di Ponthieu    |  |  |       |  |  |                       |  |  |                     |  |
|                             |                                | Guillaume IV, conte di Ponthieu | Beatrice di Saint Pol        |  |  |       |  |  |                       |  |  |                     |  |
| Marie, Contessa di Ponthieu |                                | Guillaume IV, conte di Ponthieu |                              |  |  |       |  |  |                       |  |  |                     |  |
|                             |                                | Adele di Francia                | Luigi VII di Francia         |  |  |       |  |  |                       |  |  |                     |  |
|                             |                                | Adele di Francia                | Luigi VII di Francia         |  |  |       |  |  |                       |  |  |                     |  |
|                             |                                | Adele di Francia                | Costanza di Castiglia        |  |  |       |  |  |                       |  |  |                     |  |
|                             |                                | Adele di Francia                |                              |  |  |       |  |  |                       |  |  |                     |  |

### Letteratura storiografica
- Rafael Altamira, La Spagna (1031-1248), in Storia del mondo medievale,  cap. XXI, vol. V, 1999, pp. 865–896